# 恋のおとし穴
「恋のおとし穴」（こいのおとしあな）は、1967年4月10日にキングレコードから発売された朱里エイコの1stシングル。規格品番: BS-7162。

## 解説
これまで田辺エイコ名義などで4枚のシングルをリリースしていたがどれもヒットせず、朱里エイコに改名した後の1stシングルである。
「恋のおとし穴」の作詞者・福地美穂子は、朱里の3枚目のシングルのB面曲『恋のアングル』まで詞を提供しており、他にはザ・ピーナッツや森山加代子にも詞を提供している。
B面の『孤独の太陽』の原曲は、アルゼンチンで活躍したアーティスト、アントニオ・プリエートの楽曲で作詞作曲をつとめているJ.Prietoは、アントニオの兄弟である。
記念すべき朱里エイコ名義最初のシングルであり、実質的にはデビュー曲にもあたるが、後年発売されているベスト・アルバムには、レコード会社が異なるということから収録が見送られているのがほとんどである。

## 収録曲
1. 恋のおとし穴
作詞: 福地美穂子、作曲: すぎやまこういち、編曲: 森岡賢一郎
2. 孤独の太陽
作詞・作曲: J.Prieto、訳詞: 音羽たかし、編曲: 森岡賢一郎

## 収録作品
- 恋のおとし穴
  - 朱里エイコ★イエ・イエ レイト60's 東京モット・ガール・コレクション2
  - リトル・ダイナマイト 〜 ベスト・オブ・朱里エイコ